# Prekletstvo družine Bell
Prekletstvo družine Bell (izviren angleški naslov: An American Haunting) je ameriška grozljivka iz leta 2005, delo režiserja in scenarista Courtneya Solomona. V njem igrajo Donald Sutherland, Sissy Spacek, James D'Arcy in Rachel Hurd-Wood. Film je bil premierno predvajan 5. novembra 2005 na filmskem festivalu AFI, v Združenem kraljestvu je izšel 14. aprila 2006, v ameriških kinematografih pa 5. maja. Film je mednarodna koprodukcija med Združenim kraljestvom, Kanado, Romunijo in ZDA.
Film je bil posnet po romanu The Bell Witch: An American Haunting avtorja Brenta Monahana. Dogodki v romanu so osnovani na legendi o Bellovi čarovnici. Film se dogaja v 21. in 19. stoletju in delno govori o pred kratkim ločeni materi (Susan Almgren), katere hči (Isabelle Almgren-Doré) doživlja nekaj podobnega kot Betsy Bell.

## Vsebina
Film se začne v sedanjem času s prestrašenim dekletom, ki beži skozi gozd v svojo hišo pred nevidno grožnjo. Zbudi se v krikih in njena mama ji pove, da so bile to le sanje in da ta teden odide k očetu. Najde staro polomljeno lutko in vpraša hčer, kje jo je dobila. Ko dekle odgovori, da na podstrešju, se mama odloči, da na podstrešje ne sme več. Mati gre do svoje pisalne mize in najde v mapi pismo iz 19. stoletja, ki ga bi naj napisal njen prednik.
Film nato prikaže, kako dekle in fant tečeta po gozdu, oblečena v oblačila z začetka 19. stoletja in zgodba začne govoriti o Bellovi čarovnici.
John Bell je pripeljan pred cerkveni zbor, kjer je spoznan za krivega zaradi kraje zemlje neke ženske. Ampak cerkev ga kaznuje le z izgubo dobrega imena. Prizadeta Kate Batts pa je v vasi znana po čarovništvu.
Začnejo se dogajati čudne stvari in John je prepričan, da jih je Battsova preklela. Johnovo hčer Betsy začne nadlegovati neka tuja prisotnost. Tako zaspi v šoli in ko se zbudi, se grdo obnaša do ostalih. Njen mladi učitelj Richard Powell opazi spremembe v njenem vedenju. Bellovi mu povejo o čudnih stvareh, ki se dogajajo, in se bojijo, da so posledica nadnaravnih sil. Powell jim zagotovi, da se kaj takega ne more dogajati, ker duhovi ne obstajajo. Kasneje se izkaže, da je Richard zaljubljen v Betsy.
Richard tako ostane pri Bellovih, da bi lažje razumel, kaj se dogaja z Betsy. Ko vidi, kako neka nevidna sila drži Betsy v zrak za lase, spozna, da se je motil glede duhov. Betsy duh spolno zlorabi, John pa začne izgubljati razum in videvati duhove. Odide celo k Battsovi in jo prosi, naj ga ubije, vendar ga ona zavrne, saj si je prekletstvo nakopal sam. John nato skuša narediti samomor, vendar neuspešno.
Betsy začne sumiti, da se napadi na njo dogajajo zato, ker jo je oče spolno zlorabljal. To potrdi tudi mama, ki je to zlorabo videla. Betsy zastrupi svojega na posteljo prikovanega očeta pred očmi svoje mame. Film kasneje pokaže Betsy pred Johnovim grobom in pripovedovalec pove, da je nikoli več niso nadlegovali duhovi.
Zgodba se nadaljuje v današnjem času, kjer mama prebere pismo. Do nje pride hči in ji pove, da je prišel po njo oče za vikend. Ko hči vstopi v avto, se mami prikaže Betsyina podoba in zakriči »pomagaj ji!« Mama ugotovi, da je nekaj narobe v odnosu s hčerko in bivšim možem.
Steče ven in v avtu opazi zaskrbljen obraz svoje hčerke, medtem ko avto odpelje stran. Očitno je, da njen bivši mož hčerko spolno zlorablja. Mama steče za avtom in film se konča.

## Igralci
- Donald Sutherland kot John Bell
- Sissy Spacek kot Lucy Bell
- James D'Arcy kot Richard Powell
- Rachel Hurd-Wood kot Betsy Bell / duh entitete
- Matthew Marsh kot James Johnston
- Thom Fell kot John Bell, ml.
- Zoe Thorne kot Theny Thorn
- Gaye Brown kot Kate Batts
- Sam Alexander kot Joshua Gardner
- Miquel Brown kot Chloe